# شریل مورفی
شریل مورفی (به انگلیسی: Cheryl Murphy؛ متولد ۱۷ اکتبر ۱۹۷۸) یک رزمی کار آمریکایی است. وی یکی از اعضای تیم ایالات متحده و مبارز فعلی کاراته شوتوکان است. عنوان شده‌است که او در کومیته یک کاراته‌کای جهانی است.

## زندگی شخصی
او در المپیا، واشینگتن متولد شد و در کوئینز، نیویورک زندگی می‌کند. وی مدرک کارشناسی ارشد خود را در رشته بهداشت جامعه در دانشگاه لانگ آیلند دریافت کرد.

## حرفه
او در دسته ۶۸ کیلوگرم (۱۵۰ پوند) رقابت می‌کند. مورفی از سال ۲۰۰۲ به عضویت تیم بزرگسالان ایالات متحده درآمده است. مورفی در رتبه‌بندی فدراسیون جهانی کاراته قرار دارد او برنده بخش ملی، اوپن ایالات متحده، و یک مدال طلا در پان امریکن ۲۰۱۲ است. مورفی در پنجمین دوره مسابقات قهرمانی کاراته دانشگاهی جهان در نیویورک رقابت کرد. او بارها جزو ۵ نفر اول کاراته قرار گرفت در سال ۲۰۱۱، در بازی‌های پان امریکن به مقام نهم دست یافت. او در بازی‌های رزمی جهانی ۲۰۱۳ رقابت کرد و برنده یک مدال برنز شد.